# Ahmad Umar
Ahmed Umar (somali:  Axmed Cumar, em árabe: أحمد عمر), também conhecido como Ahmed Diriye e Abu Ubaidah, é o emir do grupo islâmico da Somália Al-Shabaab. Foi listado pelo Departamento de Estado dos EUA como Specially Designated Global Terrorist em abril de 2015. Existe uma recompensa de US $ 6.000.000 pela sua cabeça do Rewards for Justice Program.

## História
Pensa-se que Umar tenha cerca de quarenta anos. É membro da seção Bajimaal do clã Dir da região de Kismayo, na Somália.
Ahmed Diriye tornou-se o líder de al-Shabaab após a morte do ex-líder do grupo, Ahmed Abdi Godane, em setembro de 2014. Antes de substituir Godane, Diriye atuou em vários cargos na al-Shabaab, incluindo assistente de Godane, vice-governador da região de Lower Juba em 2008 e governador de al-Shabaab nas regiões de Bay e Bakool em 2009. Em 2013, era consultor sénior de Godane e atuava no "Departamento do Interior" da al-Shabaab, onde supervisionava a atividade doméstica do grupo. Compartilha a visão de Godane dos ataques terroristas da Al Shabaab na Somália como um elemento das aspirações globais superiores da Al Qaeda.
Foi nomeado líder da Al-Shabaab em setembro de 2014, depois que Godane foi morto por um ataque aéreo dos EUA.